# IRDP
IRDP (от англ. Internet Router Discovery Protocol или англ. ICMP Router Discovery Protocol) или RDISC (от англ. Router Discovery — обнаружение маршрутизаторов) —  протокол для компьютерных хостов для обнаружения присутствия и расположения маршрутизаторов в их локальной сети IPv4. Открытие маршрутизатора полезно для доступа к компьютерным системам в других нелокальных сетевых сетях. IRDP определен стандартом IETF RFC 1256, с протоколом управления доступом к Интернету (ICMP), на котором он основан, определен в IETF RFC 792. IRDP устраняет необходимость вручную настраивать информацию о маршрутизации.

## Сообщения об обнаружении маршрутизатора
Чтобы включить обнаружение маршрутизатора, IRDP определяет два типа сообщений ICMP: 
- Сообщение ICMP Router Solicitation отправляется с компьютера на любые маршрутизаторы в локальной сети, чтобы они сообщили о своём присутствии.
- Сообщение ICMP Router Advertisement Message отправляется маршрутизатором в локальной сети, чтобы объявить свой IP-адрес доступным для маршрутизации.

Когда хост загружается, он отправляет приглашения на IP-адрес многоадресной рассылки 224.0.0.2. В ответ один или несколько маршрутизаторов могут отправлять рекламные сообщения. Если есть более одного маршрутизатора, хост обычно выбирает первое сообщение, которое он получает, и добавляет этот маршрутизатор в свою таблицу маршрутизации. Независимо от запроса, маршрутизатор может периодически отправлять рекламные сообщения. Эти сообщения не считаются протоколом маршрутизации, поскольку они не определяют путь маршрутизации, а только наличие возможных шлюзов.

## Расширения
Стратегия IRDP использовалась при разработке протокола обнаружения соседних IPv6. Они используют сообщения ICMPv6, IPv6-аналог ICMP-сообщений. Обнаружение соседей регулируется стандартами IETF RFC 4861 и RFC 4862.
IRDP играет важную роль в мобильной сети через стандарт IETF RFC 3344. Это называется обнаружением агента MIPv4.